# Wenera 2MW-1 No. 3

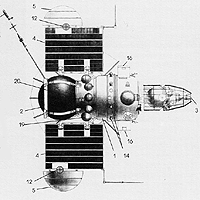
Sputnik 19

Wenera 2MW-1 No. 3 (również: Sputnik 19) – radziecka niedoszła sonda Wenus. Celem misji było wejście w atmosferę i lądowanie na powierzchni Wenus. Z powodu zbyt krótkiej pracy ostatniego, czwartego członu rakiety (45 zamiast 240 sekund), sonda pozostała na orbicie okołoziemskiej. Mimo tej awarii, Nikołaj Kamanin – szef treningu radzieckich kosmonautów – zanotował w swoich pamiętnikach zadowolenie z pomyślnego osiągnięcia orbity, gdyż pozwoliło to wizytującym start przyszłym kosmonautkom zachować zaufanie do rakiety nośnej, którą miały w przyszłości lecieć. Trzy dni po starcie sonda weszła w atmosferę ziemską i spłonęła.